# Anton Edvard Zhishman
Anton Edvard Zhishman (tudi Anton Edvard Čižman), slovenski pravnik, geograf in potopisec, * 12. junij 1821, Ljubljana, † 8. februar 1874, Trst.

## Življenje in delo
Oče mu je bil učitelj Jožef, mati mu je bila Elizabeta (rojena Nadloga). Anton Zhishman, brat J. Zhishmana je gimnazijo (1832–1838) in licej je končal v Ljubljani. Nato je vpisal filozofijo v Gradcu ter nadaljeval s študijem prava na Dunaju in 1846 doktoriral. Zaposlil se je kot civilni praktikant na cerkvenem sodišču dunajske metropolije. Leta 1847 je postal vzgojitelj v družini ameriškega veleposlanika na Dunaju W. H. Stilesa; kmalu nato tudi njegov tajnik. Leta 1849 je bil Stiles odpoklican, do imenovanja novega diplomata je Zhishman opravljal njegove kot tudi posle odsotnega generalnega konzula na Dunaju. Na Stilesovo povabilo je i. l. odšel v ZDA, živel na njegovih posestvih zahodno od mesta Savannah (Georgia) in mu pomagal pisati knjigo o revoluciji v Avstriji: Austria in 1848–1849: being a history of the later political movement in Vienna  (London–N. York 1852), prvo takšno delo v angleščini, vendar pa Zhishmanovega  deleža v knjigi ni možno rekonstruirati. Sodeloval je tudi pri Stilesovem pisanju knjige o  Ameriki. Leta 1852 je začel potovati po ZDA, Kanadi in Indokini, na teh potovanjih predaval (geografijo, etnografijo, zgodovino), mdr. tudi na univerzi v Montgomeryju (Alabama). Večino predavanj je tudi objavil v tamkajšnjih časnikih. Leta 1856 se je vrnil v Evropo, opravil na Dunaju profesorski izpit in bil 5. avg.1856 imenovan za prof. zemljepisa, statistike in zgodovine z italijanskim učnim jezikom na navtični in trgovski akademiji v Trstu, oktobra 1871 postal njen direktor. Bil je tudi predsednik komisije za preverjanje učiteljev na osnovnih in meščanskoh šolah. Leta 1865 je postal ustanovni član Slovenske matice. Umrl je za neozdravljivo boleznijo, ki si jo je 1869 nakopal v Damasku. 
Zhishman je bil vse življenje strasten popotnik in si ob tem pridobil bogato geografsko znanje. Potoval je pretežno med počitnicami: avgusta 1847 po Istri, Bosni in Srbiji, 1862 po Italiji, Franciji, Švici in Angliji, naslednji leti čez Madžarsko v Srbijo, Turčijo, Jeruzalem, pa spet v Istanbul, nato v Rusijo, 1869 v Bejrut in Kairo. Popotne vtise si je zapisoval in vodil obširne dnevnike v različnih jezikih (znal jih je 11), ki so ostali v rokopisu (danes v Univerzitetni biblioteki na Dunaju). Zhishmanovo široko in temeljito geografsko znanje dokazuje nekaj objavljenih člankov v časopisih (1856), kjer je na osnovi dotlej znane literature opisal majhna nenaseljena ognjeniška,  otoka v Indijskem oceanu (St. Paul, New Amsterdam) in na zahodni strani Bengalskega zaliva otočje Nikobare (1858). Za dunajsko razstavo je pripravil tedaj zelo opaženo delo Beiträge zur Gesch. d. Gewerbe u. Erfindungen (1873). V rokopisu so ostali poleg številnih popotnih zapisov osnutki za učbenik oceanografije in gradivo za japonsko-nemški slovar.